# كأس مولدوفا 2016–17
كأس مولدوفا 2016–17 هو الموسم 26 من كأس مولدوفا. أقيم خلال الفترة 20 أغسطس 2016 وحتى 25 مايو 2017، وأشرف على تنظيمه اتحاد مولدافيا لكرة القدم، وكان عدد الأندية المشاركة فيه 51، وفاز فيه نادي شريف تيراسبول.